# Bahal Batu I
Bahal Batu I is een bestuurslaag in het regentschap Tapanuli Utara van de provincie Noord-Sumatra, Indonesië. Bahal Batu I telt 1617 inwoners (volkstelling 2010).